# Eustalodes achrasella
Eustalodes achrasella är en fjärilsart som beskrevs av Bradley 1981. Eustalodes achrasella ingår i släktet Eustalodes och familjen stävmalar. Inga underarter finns listade i Catalogue of Life.